# اتولت (السڭامنة)
اتولت هي إحدى مشيخات المملكة المغربية، تتبع جغرافيا لإقليم سطات وإداريًا لالسڭامنة. يقدر عدد سكانها بـ 5926 نسمة حسب الإحصاء الرسمي للسكان والسكنى لسنة 2004.